# В поисках Бронте
«В поисках Бронте» (англ. In Search of the Brontës) — двухсерийный биографический мини-сериал о жизни знаменитого английского семейства Бронте. Транслировался телеканалом BBC в 2003 году.

## Сюжет
Фильм повествует о тяжёлой судьбе именитых сестёр Бронте, а также остальных членов семьи.

## Актёрский состав
| В ролях             |  | Персонаж           |
| ------------------- |  | ------------------ |
| Патрисия Рутледж    |  | рассказчица        |
| Патрик Малахайд     |  | Патрик Бронте      |
| Виктория Хэмилтон   |  | Шарлотта Бронте    |
| Элизабет Харран     |  | Эмили Бронте       |
| Александра Милман   |  | Энн Бронте         |
| Джонатан Макгиннесс |  | Бренуэлл Бронте    |
| Эдмунд Стоппард     |  | Константин Эже     |
| Барбара Мартен      |  | Табита Эйкройд     |
| Тереза Чёрчер       |  | Марта Браун        |
| Джеффри Лесли       |  | Джон Браун         |
| Джей Вильерс        |  | Артур Белл Николлс |